# Jhonny Perozo
Jhonny David Perozo Rodríguez (Ciudad Ojeda, 28 aprile 1985 – Lagunillas, 25 maggio 2014) è stato un calciatore venezuelano, di ruolo difensore.

## Biografia
Nella notte tra sabato 24 maggio e domenica 25 maggio 2014 è stato ucciso da un colpo di pistola all'esterno di un locale in cui si era recato insieme a un amico per una festa di compleanno.

## Carriera
Ha giocato nella massima serie del Venezuela con Carabobo e Zulia.